# オトコヨモギ
オトコヨモギ（男蓬、学名:Artemisia japonica）はキク科ヨモギ属の多年草。

## 特徴
地下茎は無い。茎は叢生（そうせい）し、高さは40-140cmになる。茎につく葉は互生し、葉身はへら状くさび形で長さ4-8cmになる。葉の先端は3中裂〜浅裂、羽状中裂または深裂、まれに全裂と形状はさまざま、葉の基部は托葉状に茎を抱く。葉の両面は絹毛を散生するか無毛。根出葉は開花時には枯れる。
花期は8-11月。円錐花序に多数の頭花がつく。頭花は長さ2mm、幅1.5mmの卵状球形または長楕円状球形で、舌状花がなく筒状花のみで構成される。総苞片は4列で無毛。果実は無毛の痩果になり、長楕円形で長さは0.8mmになる。
和名は、漢名の牡蒿を和訳したもの。漢名は、本種の種子が小さいため、種子が無いものとして牡としたという。

## 分布と生育環境
温帯から熱帯に分布する。日本では、北海道、本州、四国、九州、琉球に分布し、日当たりの良い山地や丘陵地に生育する。アジアでは、朝鮮、中国、フィリピン、インド、アフガニスタンに分布する。

## ギャラリー
- 葉はへら状くさび形

## 亜種
ハマオトコヨモギ（浜男蓬） Artemisia japonica Thunb. subsp. littoricola (Kitam.) Kitam. 
花茎の高さは30-100cmになる。茎につく葉は、くさび状長楕円形または楕円形で、掌状または羽状に浅～中裂、または2回羽状に全裂する。はじめ茎葉ともに灰白色の綿毛がつくが、のちに落ちる。日本では本州北部、北海道に分布し、海岸に生育する。アジアでは千島、樺太、朝鮮の鬱陵島に分布する。　